# Irura (zoologia)
Irura Peckham & Peckham, 1901 è un genere di ragni appartenente alla famiglia Salticidae.

## Distribuzione
Le 10 specie oggi note di questo genere sono diffuse nell'Asia orientale e sudorientale: la metà di queste specie è endemica della sola Cina.

## Tassonomia
Considerato un sinonimo anteriore di Kinhia Zabka, 1985 in base alla descrizione della specie tipo Kinhia prima effettuata dallo stesso Zabka nel 1985, a seguito di un lavoro degli aracnologi Peng e Xie del 1994.
A dicembre 2010, si compone di 10 specie:
- Irura bicolor Zabka, 1985 — Vietnam
- Irura hamatapophysis (Peng & Yin, 1991) — Cina
- Irura longiochelicera (Peng & Yin, 1991) — Cina
- Irura mandarina Simon, 1903 — Asia sudorientale
- Irura prima (Zabka, 1985) — Vietnam
- Irura pulchra Peckham & Peckham, 1901[2] — Sri Lanka
- Irura pygaea (Thorell, 1891) — Malesia
- Irura trigonapophysis (Peng & Yin, 1991) — Cina
- Irura yueluensis (Peng & Yin, 1991) — Cina
- Irura yunnanensis (Peng & Yin, 1991) — Cina